# Blepharita sommeri
Blepharita sommeri là một loài bướm đêm trong họ Noctuidae.